# Double or Nothing (Angel)
Double or Nothing conocido en América Latina y en España como Doble o Nada es el décimo octavo episodio de la tercera temporada de la serie de televisión estadounidense Ángel. Escrito por David H. Goodman y dirigido por David Grossman. Se estrenó originalmente el 22 de abril de 2002.
Gunn es alcanzado por una parte de su pasado que había olvidado por completo una vez iniciada su relación con Fred. Lo que lo orillara a sacrificar su felicidad con tal de pagar el precio de sus acciones, 

## Argumento
Gunn, Lorne y Fred se encuentran discutiendo en la oficina sobre las terribles tragedias que han azotado su negocio hasta que al hotel regresa Cordelia junto al Groosalugg. La mirada de sus amigos le dan a entender a Cordelia que algo ha sucedido durante sus vacaciones. En un popular casino de demonios, un repo se reporta con su jefe, Jenoff quien le ordena que recolecte el alma de un miembro de Investigaciones Angel.       
En el Hyperion, Cordelia se entera de todo lo que ocurrió durante los días que estuvo asunte y trata de consolar a un deprimido Angel quien ha pasado los últimos días encerrado en su cuarto contemplando la vacía cuna de Connor. Tratando de llevar el negocio sin su último jefe, Gunn acepta resolver uno de los casos que quedaron pendientes, un caso que donde trata de eliminar a un demonio Skench escupe flemas de un refugio de una pareja de Elderlies ancianos. Gunn se las arregla para matar al demonio sin ser tocado por la flema. Su suerte cambia cuando es encontrado por el demonio Repo de Jenoff.
Al ser alcanzado por una parte de su pasado, Gunn recuerda como hace siete años vendió su alma al demonio dueño del casino, Jenoff, con tal de estar cerca de "algo", pues estaba convencido de que no tenía futuro. El repo le advierte a Gunn que tiene un lapso de 24 horas para entregarse voluntariamente a Jenoff o de lo contrario, el alma de Fred será tomada por la fuerza. Enterado de que su noviazgo con Fred es el responsable de haber activado su deuda, Gunn comienza a pensar en como zafarse de su vida en Investigaciones Angel sin poner en peligro a su familia. En el hospital donde Wesley está internado, Fred visita al inglés para entregarle sus cosas que dejó en el hotel. También le comenta que sabe sus motivaciones detrás de su traición, aunque también le comenta el detalle de que las profecías que trato de prevenir son falsas y que por lo tanto, su traición fue en vano.    
De regreso en el Hyerion, Cordelia decide darles el día libre a Gunn, ya que cree que el necesita tiempo para aprovechar su noviazgo con Fred, a lo que Gunn acaba aceptando. En su "día libre de diversión" Gunn y Fred pasan un buen tiempo juntos. Sin embargo Fred se percata que su novio está actuando muy raro. Temiendo que su novia se involucre en sus problemas, Gunn rompe con Fred diciéndole que se ha enamorado de alguien más y que no es de su tipo.
Una herida Fred regresa al Hyperion para comentarle a sus amigos que Gunn está en peligro, ya que conoce demasiado bien a su novio como para reconocer cuando algo está mal. Angel le cree a Fred, exclamando que no van a perder a otro miembro de su familia. Mientras buscan la manera de encontrar el paradero de Gunn; Groo les da a los chicos una tarjeta de presentación del casino para ayudar. 
En el casino, Jenisoff se prepara para absorber el alma de Gunn. No obstante son interrumpidos por la llegada de Angel, Cordelia y Fred. Dado que no pueden llevarse a Gunn por la fuerza, Angel hace un trato con Jenisoff: Si ganan un juego de cartas Gunn se puede ir. Pero si Jenisoff gana entonces se quedará no solo con el alma de Gunn sino con el alma del vampiro. Jenisoff le da a escoger a Angel el juego de cartas. Angel apacigua a su equipo comentándoles que su enorme experiencia en el juego le ayudaran a ganar; aunque le entrega a Cordy una estaca en caso de que pierdan. Angel escoge el juego de la carta más alta, luciendo muy confiado. Jenisoff acepta y saca un nueve de trébol, mientras que Angel saca un tres de diamantes. Ante la sorpresa de todos Cordelia empala la mano de Jenisoff a la mesa de póquer con la estaca y Angel aprovecha para decapitarlo. Gunn advierte que Jenisoff no es precisamente fácil de "matar"; Al cuerpo decapitado del demonio comienza a crecerle otra cabeza. Angel entonces anima a todos los que le deben a Jenisoff desquitarse con él, desatando un terrible motín en el casino. 
Gunn se disculpa con Fred prometiéndole que nunca volverá a ocultarle nada. Fred le pregunta por quien vendió su alma, a lo que Gunn contesta que fue una camioneta. En el Hyeprion Angel por fin acepta la pérdida de su hijo y desarma la cuna de Connor.

## Elenco

### Principal
- David Boreanaz como Ángel.
- Charisma Carpenter como Cordelia Chase.
- Alexis Denisof como Wesley Wyndam-Pryce.
- J. Agust Richards como Charles Gunn.
- Amy Acker como Fred Burkle.

## Continuidad
- Angel recupera el cargo de Investigaciones Angel luego del acontecimiento con Wesley.
- Cordelia y Groo regresan de sus vacaciones en México.
- Angel acepta que Connor se ha ido, que no volverá y que hizo todo lo que pudo para traerlo de regreso.
- Como se ha manifestado en distintas ocasiones a Gunn le sorprende encontrar en Los Angeles comunidades de demonios secretas. Pero en este episodio se da a entender que si conocía a algunas entre ellas, el casino de Jenoff.